# Wit-Rusland op de Olympische Winterspelen 2022
Wit-Rusland was een van de deelnemende landen aan de Olympische Winterspelen 2022 in Peking, China.

## Medailleoverzicht
| Sport           | Olympiër(s)    | Onderdeel       | Medaille |
| --------------- | -------------- | --------------- | -------- |
| Biatlon         | Anton Smolski  | Individueel (m) | Zilver   |
| Freestyleskieën | Hanna Hoeskova | Aerials (v)     | Zilver   |

## Deelnemers en resultaten

### Alpineskiën
Vrouwen
| Naam           | Onderdeel | 1e run | 1e run | 2e run | 2e run | Totaal  | Totaal |
| Naam           | Onderdeel | Tijd   | Rang   | Tijd   | Rang   | Tijd    | Rang   |
| -------------- | --------- | ------ | ------ | ------ | ------ | ------- | ------ |
| Maria Shkanova | Slalom    | 54,79  | 25     | 53,10  | 11     | 1:47,89 | 20     |

### Biatlon
Mannen
| Naam                                                          | Onderdeel     | Tijd                                      | Missers                                                      | Rang   |
| ------------------------------------------------------------- | ------------- | ----------------------------------------- | ------------------------------------------------------------ | ------ |
| Mikita Labastau                                               | Individueel   | 54:29,7                                   | 4 (1+2+0+1)                                                  | 47     |
| Mikita Labastau                                               | Sprint        | 26:47,0                                   | 4 (2+2)                                                      | 57     |
| Mikita Labastau                                               | Achtervolging | 45:42,0                                   | 6 (3+0+1+2)                                                  | 45     |
| Dzmitry Lazouski                                              | Individueel   | 55:26,4                                   | 4 (3+0+1+0)                                                  | 58     |
| Dzmitry Lazouski                                              | Sprint        | 27:22,9                                   | 3 (0+3)                                                      | 78     |
| Anton Smolski                                                 | Individueel   | 49:02,2                                   | 0 (0+0+0+0)                                                  | Zilver |
| Anton Smolski                                                 | Sprint        | 25:12,9                                   | 1 (0+1)                                                      | 10     |
| Anton Smolski                                                 | Achtervolging | 42:48,2                                   | 6 (1+1+3+1)                                                  | 14     |
| Anton Smolski                                                 | Massastart    | 41:22,3                                   | 4 (1+1+0+2)                                                  | 17     |
| Maksim Varabei                                                | Individueel   | 58:59,5                                   | 8 (1+3+2+2)                                                  | 86     |
| Maksim Varabei                                                | Sprint        | 27:10,4                                   | 4 (3+1)                                                      | 71     |
| Mikita Labastau Dzmitry Lazouski Maksim Varabei Anton Smolski | Estafette     | 1:21:49,2 19:41,8 20:43,9 21:13,8 20:09,7 | 13 (0+5+2+6) 3 (0+2+0+1) 2 (0+0+0+2) 5 (0+0+2+3) 3 (0+3+0+0) | 8      |

Vrouwen
| Naam                                                             | Onderdeel     | Tijd                                      | Missers                                                       | Rang |
| ---------------------------------------------------------------- | ------------- | ----------------------------------------- | ------------------------------------------------------------- | ---- |
| Dzinara Alimbekava                                               | Individueel   | 44:44,4                                   | 1 (0+0+0+1)                                                   | 5    |
| Dzinara Alimbekava                                               | Sprint        | 22:12,8                                   | 1 (0+1)                                                       | 15   |
| Dzinara Alimbekava                                               | Achtervolging | 38:13,7                                   | 3 (0+0+3+0)                                                   | 19   |
| Dzinara Alimbekava                                               | Massastart    | 42:19,2                                   | 6 (1+1+2+2)                                                   | 12   |
| Elena Kruchynkina                                                | Individueel   | 49:56,8                                   | 4 (0+3+0+1)                                                   | 48   |
| Elena Kruchynkina                                                | Sprint        | 24:10,1                                   | 4 (1+3)                                                       | 70   |
| Iryna Leshchanka                                                 | Individueel   | 49:10,3                                   | 4 (1+1+1+1)                                                   | 41   |
| Iryna Leshchanka                                                 | Sprint        | 23:32,5                                   | 3 (2+1)                                                       | 60   |
| Iryna Leshchanka                                                 | Achtervolging | 38:16,9                                   | 2 (0+0+0+2)                                                   | 20   |
| Hanna Sola                                                       | Individueel   | 50:35,9                                   | 7 (3+2+1+1)                                                   | 54   |
| Hanna Sola                                                       | Sprint        | 22:36,4                                   | 4 (1+3)                                                       | 26   |
| Hanna Sola                                                       | Achtervolging | 36:45,8                                   | 3 (1+1+1+0)                                                   | 4    |
| Hanna Sola                                                       | Massastart    | 41:57,2                                   | 8 (2+2+1+3)                                                   | 10   |
| Iryna Leshchanka Dzinara Alimbekava Elena Kruchinkina Hanna Sola | Estafette     | 1:16:34,4 17:51,9 18:59,9 20:47,7 18:54,9 | 21 (0+5+5+11) 2 (0+0+0+2) 4 (0+0+1+3) 9 (0+3+3+3) 6 (0+2+1+3) | 13   |

Gemengd
| Naam                                                        | Onderdeel | Tijd                                      | Missers                                                      | Rang |
| ----------------------------------------------------------- | --------- | ----------------------------------------- | ------------------------------------------------------------ | ---- |
| Dzinara Alimbekava Hanna Sola Mikita Labastau Anton Smolski | Estafette | 1:08:00,2 17:49,8 19:05,0 15:32,8 15:32,6 | 16 (0+6+2+8) 2 (0+1+0+1) 8 (0+3+2+3) 2 (0+0+0+2) 4 (0+2+0+2) | 6    |

### Freestyleskiën
Aerials
| Naam                                               | Onderdeel | Kwalificatie | Kwalificatie | Kwalificatie | Kwalificatie | Finale                   | Finale         | Finale         | Finale         | Finale         | Finale   |
| Naam                                               | Onderdeel | Sprong 1     | Sprong 1     | Sprong 2     | Sprong 2     | Sprong 1                 | Sprong 1       | Sprong 2       | Sprong 2       | Sprong 3       | Sprong 3 |
| -------------------------------------------------- | --------- | ------------ | ------------ | ------------ | ------------ | ------------------------ | -------------- | -------------- | -------------- | -------------- | -------- |
| Pavel Dzik                                         | Mannen    | 106,20       | 18           | 81,45        | 15           | niet geplaatst           | niet geplaatst | niet geplaatst | niet geplaatst | niet geplaatst | 22       |
| Maksim Goestik                                     | Mannen    | 109,74       | 16           | 97,20        | 13           | niet geplaatst           | niet geplaatst | niet geplaatst | niet geplaatst | niet geplaatst | 20       |
| Stanislau Hladchenko                               | Mannen    | 115,49       | 10           | 107,69       | 7            | 115,93                   | 9              | 116,29         | 6              | niet geplaatst | 11       |
| Hanna Hoeskova                                     | Vrouwen   | 92,00        | 6            | bye          | bye          | 89,41                    | 5              | 92,00          | 3              | 107,95         | Zilver   |
| Anastasiya Andryianava                             | Vrouwen   | 81,58        | 11           | DNS          | DNS          | 59,22                    | 11             | 70,11          | 8              | niet geplaatst | 12       |
| Anna Derugo                                        | Vrouwen   | 58,59        | 24           | 53,65        | 17           | niet geplaatst           | niet geplaatst | niet geplaatst | niet geplaatst | niet geplaatst | 24       |
| Hanna Hoeskova Stanislau Hladchenko Maksim Goestik | Team      | n.v.t.       | n.v.t.       | n.v.t.       | n.v.t.       | 273,67 84,73 89,82 99,12 | 6              | niet geplaatst | 6              | n.v.t.         | n.v.t.   |

### Kunstrijden
| Naam                | Onderdeel | KK    | KK   | VK     | VK   | Totaal | Totaal |
| Naam                | Onderdeel | Score | Rang | Score  | Rang | Score  | Rang   |
| ------------------- | --------- | ----- | ---- | ------ | ---- | ------ | ------ |
| Konstantin Milyukov | Mannen    | 78,49 | 21   | 143,73 | 20   | 222,22 | 20     |
| Viktoriia Safonova  | Vrouwen   | 61,46 | 17   | 123,37 | 13   | 184,83 | 13     |

### Langlaufen
Lange afstanden
Mannen
| Naam                | Onderdeel      | Uitslag | Uitslag |
| Naam                | Onderdeel      | Tijd    | Rang    |
| ------------------- | -------------- | ------- | ------- |
| Jahor Sjpoentaoe    | 15 km klassiek | 44:05,2 | 68      |
| Aljaksandr Voranaoe | 15 km klassiek | DNS     | DNS     |

Vrouwen
| Naam            | Onderdeel         | Uitslag | Uitslag |
| Naam            | Onderdeel         | Tijd    | Rang    |
| --------------- | ----------------- | ------- | ------- |
| Hanna Karaliova | 30 km vrije stijl | DNS     | DNS     |

Sprint
Mannen
| Naam                                 | Onderdeel  | Kwalificatie | Kwalificatie | Kwartfinales   | Kwartfinales   | Halve finales  | Halve finales  | Finale         | Finale         |
| Naam                                 | Onderdeel  | Tijd         | Rang         | Tijd           | Rang           | Tijd           | Rang           | Tijd           | Rang           |
| ------------------------------------ | ---------- | ------------ | ------------ | -------------- | -------------- | -------------- | -------------- | -------------- | -------------- |
| Jahor Sjpoentaoe                     | Sprint     | 3:02,17      | 53           | niet geplaatst | niet geplaatst | niet geplaatst | niet geplaatst | niet geplaatst | 53             |
| Aljaksandr Voranaoe                  | Sprint     | DNS          | DNS          | niet geplaatst | niet geplaatst | niet geplaatst | niet geplaatst | niet geplaatst | niet geplaatst |
| Jahor Sjpoentaoe Aljaksandr Voranaoe | Teamsprint | n.v.t.       | n.v.t.       | n.v.t.         | n.v.t.         | 20:34,07       | 6              | niet geplaatst | niet geplaatst |

Vrouwen
| Naam                                | Onderdeel  | Kwalificatie | Kwalificatie | Kwartfinales | Kwartfinales | Halve finales | Halve finales | Finale         | Finale         |
| Naam                                | Onderdeel  | Tijd         | Rang         | Tijd         | Rang         | Tijd          | Rang          | Tijd           | Rang           |
| ----------------------------------- | ---------- | ------------ | ------------ | ------------ | ------------ | ------------- | ------------- | -------------- | -------------- |
| Anastasia Kirillova Hanna Karaliova | Teamsprint | n.v.t.       | n.v.t.       | n.v.t.       | n.v.t.       | DNS           | DNS           | niet geplaatst | niet geplaatst |

### Schaatsen
Mannen
| Naam              | Onderdeel | Uitslag | Uitslag |
| Naam              | Onderdeel | Tijd    | Rang    |
| ----------------- | --------- | ------- | ------- |
| Ignat Golovatsiuk | 500 m     | 37,05   | 30      |
| Ignat Golovatsiuk | 1000 m    | 1:08,63 | 6       |

Vrouwen
| Naam              | Onderdeel | Uitslag | Uitslag |
| Naam              | Onderdeel | Tijd    | Rang    |
| ----------------- | --------- | ------- | ------- |
| Anna Nifontova    | 500 m     | 38,30   | 19      |
| Jekaterina Sloeva | 1000 m    | 1:16,83 | 21      |
| Jekaterina Sloeva | 1500 m    | 1:58,41 | 16      |
| Marina Zoejeva    | 1500 m    | 1:59,82 | 23      |
| Marina Zoejeva    | 3000 m    | 4:08,70 | 16      |
| Marina Zoejeva    | 5000 m    | 7:02,91 | 9       |

Massastart
| Naam               | Onderdeel | Halve finale | Halve finale | Halve finale | Finale         | Finale         | Finale         |
| Naam               | Onderdeel | Punten       | Tijd         | Rang         | Punten         | Tijd           | Rang           |
| ------------------ | --------- | ------------ | ------------ | ------------ | -------------- | -------------- | -------------- |
| Ignat Golovatsiuk  | Mannen    | 0            | 7:53,59      | 13           | niet geplaatst | niet geplaatst | niet geplaatst |
| Jevgenia Vorobjova | Vrouwen   | 2            | 8:43,65      | 9            | niet geplaatst | niet geplaatst | niet geplaatst |
| Marina Zoejeva     | Vrouwen   | 2            | 8:31,54      | 8            | 4              | 8:20,10        | 7              |

Ploegenachtervolging
| Naam                                                | Onderdeel | Kwartfinale | Kwartfinale | Halve finale   | Halve finale   | Finale         | Finale         |
| Naam                                                | Onderdeel | Tijd        | Rang        | Tijd           | Rang           | Tijd           | Rang           |
| --------------------------------------------------- | --------- | ----------- | ----------- | -------------- | -------------- | -------------- | -------------- |
| Jekaterina Sloeva Jevgenia Vorobjova Marina Zoejeva | Vrouwen   | 3:02,00     | 8           | niet geplaatst | niet geplaatst | niet geplaatst | niet geplaatst |